# Arianna W. Rosenbluth
Arianna Rosenbluth (ur. Wright) – amerykańska fizyczka i informatyczka, współtwórczyni algorytmu Metropolisa-Hastingsa. Jako współautorka publikacji prezentującej ten algorytm była odpowiedzialna za stworzenie pierwszej komputerowej implementacji metody Monte Carlo opartej na łańcuchach Markova. Prace te realizowała na komputerze MANIAC I w zespole Los Alamos National Laboratory badającym energię termojądrową i rozwijającym technologię bomby wodorowej.

## Życiorys
W 1949 r., w wieku 22 lat, uzyskała doktorat z fizyki na Uniwersytecie Harvarda, napisany pod kierunkiem Johna Hasbroucka van Vlecka. W tym czasie van Vleck opiekował się naukowo jedynie trzema osobami – resztę tej grupy stanowili Thomas Kuhn i Philip Warren Anderson. Rosenbluth uzyskała następnie stypendium Komisji Energii Atomowej na kontynuowanie studiów podyplomowych na Uniwersytecie Stanforda. Poznała tam i w 1951 r. poślubiła fizyka Marshalla Rosenblutha. Był on byłym studentem studiów doktoranckich Edwarda Tellera, który angażował go od 1950 r. w prace laboratorium Los Alamos. 
Prywatnie Arianna Rosenbluth ma czwórkę dzieci.